# Serbie unie
Ne doit pas être confondu avec Serbie unie (coalition).
Serbie unie (en serbe cyrillique : Јединствена Србија ; en serbe latin : Jedinstvena Srbija ; en abrégé : JS) est un parti politique nationaliste serbe fondé en 2004. Il a son siège à Jagodina et est présidé par Dragan Marković, surnommé « Palma », l'ancien maire de Jagodina,.

## Activités politiques

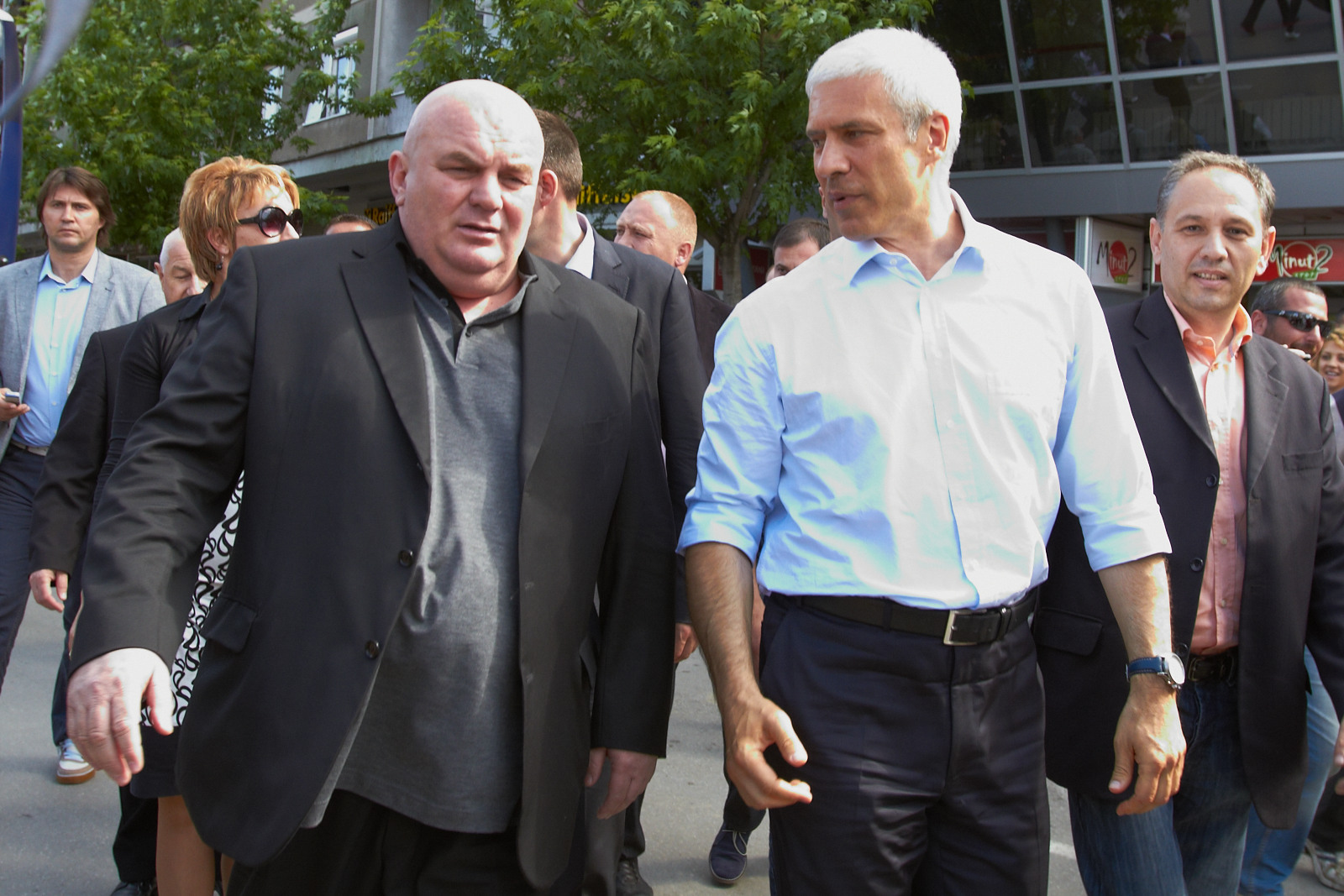
Dragan Marković Palma (à gauche) et Boris Tadić

Au premier tour de l'élection présidentielle de janvier 2008, Serbie unie (JS) apporte son soutien à Velimir Ilić, le président du parti Nouvelle Serbie. Aux élections législatives anticipées du mois de mai, il forme une coalition avec le Parti socialiste de Serbie (SPS) et le Parti des retraités unis de Serbie (PUPS) ; la liste obtient 313 896 voix, soit 7,58 % des suffrages, et envoie 20 députés à l'Assemblée nationale de la République de Serbie, dont 3 pour le JS.
Lors des élections législatives serbes de 2012, le parti est une nouvelle fois allié avec le SPS et le PUPS au sein de la coalition politique conduite par Ivica Dačić, le président du SPS ; la liste commune obtient 14,51 % des suffrages et 44 députés ; avec 7 députés, le parti forme un groupe parlementaire, présidé par Dragan Marković « Palma ».

## Organisation
- Assemblée
- Comité central
- Conseil exécutif
- Présidence
  - Dragan Marković « Palma », président
  - Petar Petrović, vice-président
  - Vojislav Vujić, président adjoint
  - Olga Zorić, présidente adjoint
  - Srđan Kružević, président adjoint
  - Ratko Stevanović, président adjoint
- Conseil de surveillance

## Groupe parlementaire (2002)
- Radoslav Komlenović
- Đorđe Kosanić
- Dragan Marković « Palma », président du groupe parlementaire
- Petar Petrović, vice-président du groupe parlementaire
- Nevena Stojanović
- Zoran Vasić
- Vojislav Vujić